# Grayton Beach State Park
Grayton Beach State Park ist ein State Park im US-Bundesstaat Florida. Der etwa 890 ha große Park liegt an der Küste des Golfs von Mexiko im sogenannten Florida Panhandle zwischen Panama City und Destin im Walton County.

## Geographie
Der State Park liegt in der flachen Küstenebene des Panhandle. Das Parkgebiet umschließt die Ansiedlung Grayton Beach und wird durch diese in einen größeren östlichen und einen kleineren westlichen Parkteil geteilt. Im Norden sind die beiden Teile durch ein schmales Waldgebiet verbunden. Im östlichen Parkteil befindet sich der über 40 ha große Western Lake, ein sogenannter Dünensee mit Brackwasser. Im östlichen Parkteil befindet sich der kleinere Dünensee Alligator Lake, dazu befinden sich noch weitere kleinere Gewässer in dem Park. Die Florida State Road 30A verläuft von Ost nach West durch den Park. Nördlich und westlich des Parks schließt sich der Point Washington State Forest an. 

## Flora und Fauna
Hinter dem Strand liegt ein mit Pinus elliottii und Strandhafer bewachsener Dünengürtel, an den sich nördlich der Western Lake bzw. der Alligator Lake anschließen. Nördlich dieser Dünenseen befindet sich ein Küstenwald aus Busch-Eichen und Magnolien. Am Strand legen im Sommer Meeresschildkröten ihre Eier in den Sand. Die Sanddünen bieten Lebensraum für die gefährdete Choctawhatchee Beach Mouse, eine Unterart der Küstenmaus. Der Park ist Teil des Great Florida Birding Trails, in dem Park leben zahlreiche Watvogelarten, dazu Weißkopfseeadler, Fischadler und weitere Vogelarten. In den bewaldeten Parkteilen leben Schwarzbären, Weißwedelhirsche, Graufüchse und zahlreiche weitere Säugetierarten.

## Touristische Angebote
Der Besuch des Parks ist gebührenpflichtig. Hauptattraktion des Parks ist der feine, über 1,5 km lange Sandstrand im Hauptteil des Parks. Von der State Road führt eine Stichstraße in den Park, an der sich Parkplätze und sanitäre Anlagen befinden. Am Ostufer des Western Lake befindet sich ein bewaldeter Campingplatz, dazu stehen Picknickplätze und eine Bootsrampe zur Verfügung. Auf dem See besteht die Möglichkeit, Kajak bzw. Kanu zu fahren oder zu angeln. Durch den bewaldeten Teil führen insgesamt 6 km lange Wander- bzw. Radwege. Im kleineren, westlichen Parkteil befinden sich 30 Hütten, die zur Übernachtung vermietet werden.

## Geschichte
Am 21. September 1964 schloss das Florida Board of Parks and Historic Memorials einen Pachtvertrag mit dem Florida Board of Education, durch den es ein 356 Acres (144 ha) großes Gebiet erwarb. Dieses Gelände wurde 1968 als Grayton Beach State Recreation Area zur touristischen Nutzung freigegeben. Benannt wurde das Gelände nach der benachbarten Ansiedlung Grayton Beach, eine der ältesten Ansiedlungen an der Golfküste des Walton County. 1985, 1993 und 1995 wurde das Parkgelände durch Landerwerb vergrößert. Die Parkverwaltung wird durch den Förderverein der Friends of Grayton Beach und Deer Lake State Parks unterstützt. Dr. Beach erklärte den Strand des Parks 1994 und 2020 zum besten Strand der USA.